# Classe Minerve

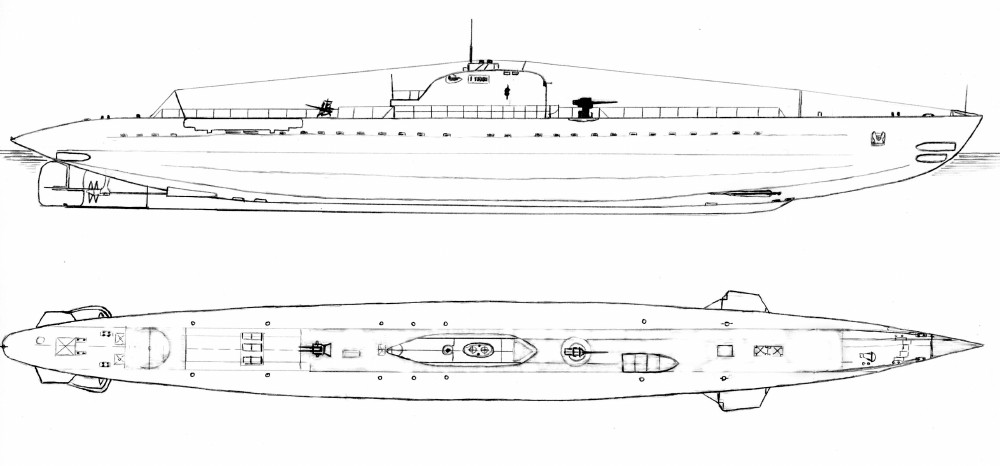
disegno schematico del sommergibile

La classe Minerve è stata una classe di sommergibili prodotti dall'industria navale francese per la Marine nationale prima della seconda guerra mondiale. Essi erano qualificati all'epoca di sottomarini di seconda classe detti da 630 tonnellate tipo Standard Amirauté T2 (in francese: « Sous-marin de deuxième classe dit de 630 tonnes type Standard Amirauté T2 »).

## Storia
La classe Minerve fu una classe di sommergibili della Marine nationale basata sulle serie da 600 e 630 tonnellate. La classe Minerve e la successiva classe Aurore costituiscono le ultime due evoluzioni della serie da 630 tonnellate e appartengono allo Standard Amirauté.
Il Type 600 e il Type 630, comprendeva diverse sottoclassi di sommergibili francesi, costruiti nel periodo tra le due guerre mondiali:
Type 600
- 4 classe Sirène (Q123, Q124, Q132, Q133)
- 4 classe Ariane (Q121, Q122, Q130, Q131)
- 4 classe Circé (Q125, Q126, Q134, Q135)

Type 630
- 5 classe Argonaute (NN6, NN6, Q162, Q176, Q177)
- 2 classe Orion (Q165, Q166)
- 9 classe Diane (NN4, NN5, Q159, Q160, Q161, Q163, Q164, Q174, Q175)

Type 630 Standard Amirauté
- 6 classe Minerve - T2
- 7 (+8) classe Aurore - Y3
- (13) classe Phénix - Y4 (classe non costruita)

Le due serie – Type 600 e Type 630 – erano equivalenti alla Classe 600 italiana, alla Classe S britannica e al Tipo VII tedesco.
Minerve e Junon furono catturati dai britannici dopo la battaglia di Francia ed entrarono successivamente in servizio con le Forces navales françaises libres; il Minerve sarà attaccato per errore da un aereo alleato nel 1943, danneggiato gravemente, sarà messo fuori servizio; il Junon resterà in servizio anche nel dopoguerra per essere dismesso nel 1954.
Vénus, Iris, Pallas e Céres restarono sotto il controllo della Francia di Vichy; il Vénus sarà autoaffondato nel 1942 a Tolone; l'Iris si salverà dall'autoaffondamento rifugiandosi nella non belligerante Spagna franchista, nel dopoguerra integrerà la Marine nationale fino al 1950; il Pallas e il Céres furono affondati ad Orano il 9 novembre 1942 durante l'Operazione Torch.

## Sommergibili
| Nome                  | In servizio | Disarmato | Note                        |
| --------------------- | ----------- | --------- | --------------------------- |
| Minerve (Q 185)       | 1936        | 1943      | integrerà le FNFL           |
| Junon (Q 186 - S 605) | 1937        | 1954      | integrerà le FNFL           |
| Vénus (Q187)          | 1936        | 1942      | affondato nel 1942 a Tolone |
| Iris (Q 188 - S 606)  | 1936        | 1950      |                             |
| Pallas (Q 189)        | 1939        | 1942      | affondato nel 1942 a Orano  |
| Céres (Q 190)         | 1939        | 1942      | affondato nel 1942 a Orano  |